# Mala oclusión
En el campo de la ortodoncia, la mala oclusión (del ingl. malocclusion; también oclusión anormal, oclusión defectuosa, oclusión patológica) se refiere a una alineación o relación incorrecta entre los dientes de las arcadas dentales superior e inferior cuando se cierra la mandíbula. El término, que se originó en la lengua inglesa en 1864, fue popularizado por Edward Angle (1855-1930), a menudo considerado el «padre de la ortodoncia moderna». Derivado del término occlusion ('oclusión'), que se refiere a la forma en que los dientes opuestos se encuentran, malocclusion significa esencialmente 'cierre incorrecto'.
La clasificación de la mala oclusión se basa principalmente en la relación entre la cúspide mesiobucal del primer molar maxilar y el surco bucal del primer molar mandibular. Si esta relación molar está correctamente alineada, los dientes pueden alcanzar una oclusión normal. Edward Angle definió la mala oclusión como cualquier desviación de la oclusión ideal. Sin embargo, es importante señalar que la evaluación de la mala oclusión no debe basarse únicamente en la definición de Angle. También deben tenerse en cuenta otros factores, como el impacto estético y la funcionalidad.
En algunos casos, a pesar de la presencia de mala oclusión según la definición formal, el tratamiento puede no ser necesario si el paciente considera que la estética y la funcionalidad son aceptables. Cabe señalar que esta es una afección común, ya que se calcula que el 30 % de la población tiene una mala oclusión grave. Estos casos se beneficiarían sin duda de un tratamiento de ortodoncia. Por lo tanto, aunque la mala oclusión pueda parecer un término puramente técnico, sus implicaciones son de gran alcance, ya que afectan tanto al aspecto estético como a la funcionalidad de la salud dental de un individuo.

## Epidemiología
Las estadísticas a nivel mundial hablan de altos índices de maloclusión en la sociedad actual. En los Estados Unidos entre un 40% y un 60% de los adolescentes presentan claros signos de maloclusión, siendo candidatos a tratamiento. Por consiguiente, se puede decir, que la mala oclusión tiene características de epidemia de los tiempos modernos.

## Etiología
Dentro de las principales causas que puede originar problemas de mala oclusión están: factores hereditarios, además de los hábitos adquiridos por los niños durante su etapa de crecimiento (chuparse el dedo, presión de los dientes con la lengua, el biberón después de los tres años y tomar biberón durante mucho tiempo), también pueden afectar en gran parte la forma de los maxilares, los malos hábitos alimenticios y respirar por la boca sin cerrar los labios.
Esta situación se relaciona con el hecho de que el hombre nace condicionado para respirar por la nariz y alimentarse por la boca. Por lo tanto, al romperse ese mecanismo fisiológico se afecta el crecimiento y desarrollo, no solo facial, sino general. Lo cual se presenta en algunos niños que manifiestan conductas inadecuadas que afectan el normal desarrollo bucodental.
Dentro de los factores genéticos podemos incluir: características étnicas, heredabilidad de las dimensiones faciales verticales, crecimiento y desarrollo craneofacial, patrón neuromuscular.
Dentro de los factores ambientales podemos incluir: respiración bucal, succión digital, empuje lingual.

## Fisiopatología
La oclusión se refiere al alineamiento de los dientes y la forma en que encajan los dientes superiores e inferiores (mordida). Una oclusión ideal se presenta cuando todos los dientes superiores encajan levemente sobre los inferiores. Es decir, las puntas de los molares se encajan en los surcos de los molares opuestos y todos los dientes están alineados, derechos y espaciados de manera proporcional. Así mismo, los dientes superiores no permiten que las mejillas y los labios sean mordidos y los inferiores protegen la lengua. Sin embargo, se puede considerar que muy pocas personas presentan una oclusión perfecta, lo que implica la remisión a especialistas.
La mala oclusión se refiere a cualquier grado de contacto irregular de los dientes del maxilar superior con los del maxilar inferior, lo que incluye sobremordidas, submordidas y mordidas cruzadas, lo que indica una desproporción entre el tamaño de los maxilares superiores e inferiores o entre el tamaño del maxilar y el diente, provocando un apiñamiento de los dientes o en patrones de mordida anormales. Así mismo los dientes extras, malformados, incluidos o perdidos y los dientes que erupcionan en una dirección anormal pueden contribuir a la mala oclusión.

## Cuadro clínico
Dentro de los efectos inmediatos de la respiración bucal consisten en la introducción de aire frío, seco y cargado de polvo en la boca y la faringe, lo que conduce a que se pierdan las funciones de calentamiento, humidificación y filtrado del aire que entra por la nariz, con el consiguiente incremento de la irritación de la mucosa faríngea, siendo pobre la cantidad de oxígeno que pasa a la sangre ocasionando a su vez anemia, hipoglobulinemia y ligera leucocitosis, pérdida de expansión normal de sus pulmones, déficit de peso y a menudo, tórax aplanado, además de trastornos funcionales, palpitaciones, soplos y variaciones de la tensión arterial, además disminución de la capacidad intelectual, así como alteración de la audición, el olfato y el gusto.
Por consiguiente, los efectos a largo plazo de la respiración bucal en el macizo nasomaxilar son más complejos y de mayor alcance. Desde que se abre la boca, la lengua desciende y pierde contacto con el maxilar, lo que influye en el crecimiento de éste, la tensión de los músculos varía produciendo una serie de alteraciones en la función muscular que incide en la postura de la mandíbula y de la cadena muscular postural del individuo. Es por ello, que la respiración bucal constituye un síndrome que puede ser etiológicamente diagnosticado por causas obstructivas, por hábitos y por anatomía.
Otra de las consecuencias de la mala oclusión en un estado severo está relacionada con la aceptación del individuo de su propia imagen, así como la percepción del rechazo por parte de sus compañeros, lo que conduce al aislamiento del niño de su entorno social. Por tal motivo, la importancia de la prevención primaria en la consulta odontológica pediátrica, tiene como objeto el cuidado de la salud del niño orientado hacia el fomento del desarrollo normal, desde la infancia hasta la edad adulta sano desde un punto de vista físico, emocional e intelectual.